# Большие и Малые Барсуки
Больши́е Барсуки́ и Ма́лые Барсуки́ (каз. Үлкен Борсық) — песчаные пустыни в Средней Азии, расположены к северу от Аральского моря, большей частью в Актюбинской области Казахстана. Вытянуты с севера на юг в виде двух узких полос длиной около 200 км (Большие) и 100 км (Малые). Высота до 100 м.
Пустынные области занимают понижения, тянущиеся на юг от Тургайской ложбины и разделённые полосой коренного рельефа. Песчаные массивы состоят преимущественно из песков палеогена и только в северо-западной части Больших Барсуков встречаются аллювиальные наносы. Ветер образует из песка гряды и барханы, на равнинных участках песок закреплён ксерофитными кустарниками, полынью, солянками и эфемерами. На склонах бугров и гряд встречаются заросли джузгуна, песчаной акации, кустарникового астрагала, кандыма и чингиля. Имеются уникальные искусственные насаждения древесной растительности (сосна, осина, джида). Деревья растут небольшими рощами площадью до 0,5 га, достигая высоты 10—12 м.
Территория пустынь используется под пастбищное скотоводство, особенно летом ввиду хорошей водообеспеченности (сравнительно высокий уровень стояния грунтовых вод). В пустыне Большие Барсуки расположен город Шалкар.
Климат резко континентальный с морозной ветреной зимой и жарким сухим летом. Среднегодовое количество осадков 150—200 мм.